# 日珥
日珥（英語：solar prominence），是從太陽表面向外延伸的大型電漿和磁場結構，通常呈環形。日珥固定在太陽表面的光球中，其組成與色球的組成相似，並向外延伸到日冕。雖然日冕由極熱的電漿組成，但日珥包含的電漿要冷得多。
日珥在大約一天的時間尺度上形成，但可能在日冕中持續數週或數月，並伸入太空中數十萬公里。有些日珥可能導致日冕物質拋射。科學家們目前仍在研究日珥的形成管道和原因。
典型的日珥延伸數千公里；有記錄以來最大的一次估計其長度超過了800,000 km（500,000 mi），大致相當於太陽半徑。

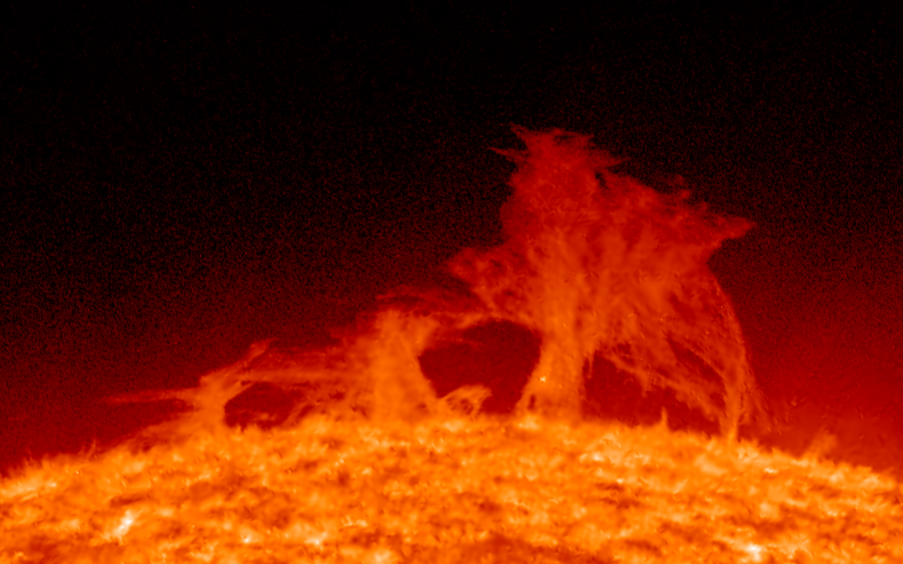
在HeII發射的輻射中捕獲的日珥假色影像。

## 歷史

在日全食期間，太陽邊緣有時可以看到紅色的日珥（邊緣上突起的許多紅色小斑點）。

對日珥的第一次詳細描述是在14世紀的勞倫特編年史（Laurentian Codex），描述了1185年5月1日日食。它們被描述為"火焰般的火紅舌頭"。
安傑洛·西奇在1860年7月18日日食期間首次拍攝日珥的照片。從這些照片中，首次可以得出高度、發射頻率和許多其它重要參數。
在1868年8月18日日食期間，光譜儀首次探測到日珥發射線的存在。氫線的探測證實日珥本質上是氣態的。皮埃爾·讓森還檢測到現時已知但當時未知的元素氦相對應的發射線。之後的日子裡，讓森觀察沒有被月球遮擋的太陽發射線，證實了他的量測結果，這是以前從未完成過的任務。利用他的新技術，天文學家能够每天研究日珥。

## 分類

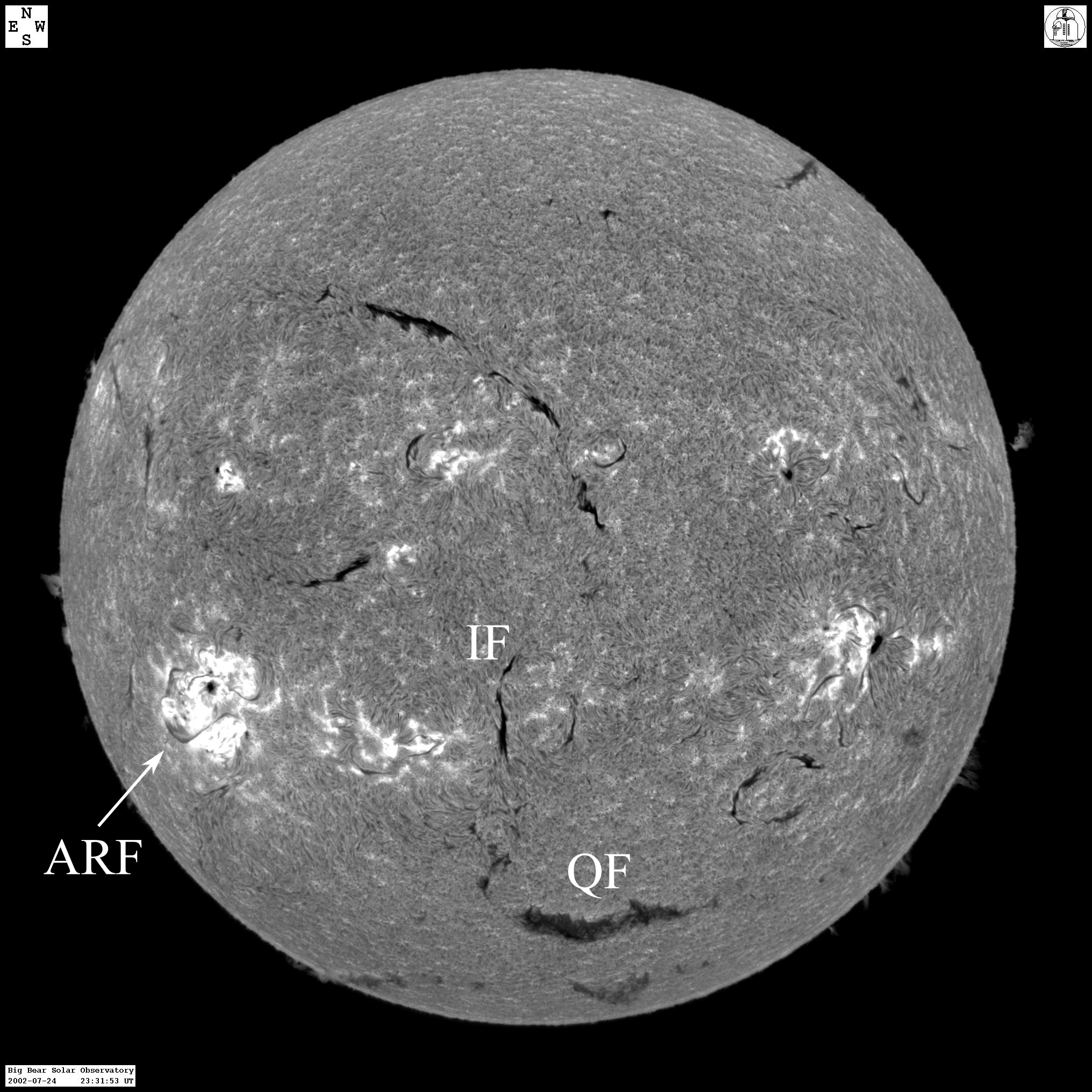
太陽盤面的Hα影像顯示了寧靜絲狀體（QF）、中間絲狀體（IF）和活躍絲狀體（ARF）。

現時有許多不同的日珥分類方案在使用。最廣泛使用的基本方案之一是根據日珥形成的磁環境對日珥進行分類。它們分為三類：
- 活躍日珥或活躍絲狀體：在磁場相對強烈的活躍區中心形成。活躍日珥的壽命從幾小時到幾天不等，而且比屬於其它類的日珥更頻繁的爆發[8]。由於位於活躍區內，活躍日珥通常位於太陽影像的低緯度區[9][10]
- 中間日珥或中間絲狀體：在弱單極和活躍區之間的譜斑區域形成。
- 寧靜日珥或寧靜絲狀體：在遠離任何活躍區域的弱背景磁場中形成[11]。與活躍日珥不同，寧靜日珥相對穩定，壽命從幾週到幾個月不等，因此得名（quiescent）[8]。寧靜日珥通常位於被稱為極冠的高緯度地區[9][10]。此外，寧靜日珥在日冕中的高度通常比活躍日珥高得多。

活躍日珥和寧靜日珥也可以通過其發射的光譜來區分。活躍日珥的光譜與具有强HeII線，但電離金屬線非常弱的上色球光譜相同。另一方面，寧靜日珥的光譜與在色球中高度在1,500 km（930 mi），具有强H、HeI和電離金屬線，但弱HeII線的色球光譜相同。

## 形態學

### 絲狀體通道
日珥在稱為絲狀體通道的磁性結構中形成，它們被日冕形成的熱遮罩環繞與支撐著，不受到重力的影響。這些通道存在於色球和下日冕中，位於稱為極性反轉線（PIL）劃分出的光球磁性相反的區域中。絲狀體通道的存在是形成日珥的必要條件，但絲狀體通道可以在不包含日珥的情況下存在。在絲狀體通道的整個生命週期內，多個日珥可能會從同一個絲狀體通道內形成和爆發。構成絲狀體通道的磁場主要是水平的，在PIL的兩側指向相同的方向（參見§ 手性）。
日珥的物質不佔據絲狀體通道的整個寬度；密度小於日冕的隧道狀區域稱為日冕腔，佔據了日珥和上覆的磁拱廊之間的體積

### 刺和倒鉤
典型的日珥具有沿著稱為脊柱的絲狀體通道定向的狹窄結構。脊柱是一個突出物的上部主體，通常呈垂直片狀，在兩端向光球發散。許多日珥也有較小的結構，稱為倒刺，類似從脊柱向色球和光球發散。脊柱和倒刺都是由細線組成的，它們追跡磁場，類似於針狀體。
構成日珥核心的脊柱和倒刺都是冷日珥物質，被有陡峭的溫度梯度的日珥-日冕過渡區（prominence-corona transition region，PCTR）包圍著。日珥的大部分光學輻射都來自PCRT。

### 覆蓋結構
在絲狀體通道上方有一個巨大的磁性，它可以從50,000至70,000 km（31,000至43,000 mi）進入日冕。在這些拱廊上方，閉合的日冕磁場可能會徑向向外延伸，形成所謂的盔狀流。這些盔狀流的高度可能到達太陽表面上方相當於太陽半徑或更高的位置。

### 手性
絲狀體通道及其日珥突起（如果存在）顯示出手性。當從具有正磁極性的絲狀體通道一側觀察時，如果水平磁場向右，則該通道被稱為右旋，而如果水平磁場向左，則稱為左旋。在太陽的北半球，右旋通道較為頻繁，而在南半球，左旋通道較為頻繁。
水平取向的磁場導致沿著絲狀體通道的針狀體幾乎平行於PIL，並且在PIL的相對側上彼此反向平行。這些針狀體的指向方向取決於通道的手性。在具有正磁極性的PIL一側，右旋通道具有向右流動的針狀體和向右的倒鉤，而左旋通道具有向左流動的針狀體和向左的倒鉤。此外，右旋通道的上覆磁弧是左偏斜的，左旋通道的磁弧是右偏斜的。

## 組成
導致日珥形成的確切機制現時尚不清楚。模型必須能够解釋絲狀體通道的形成及其與半球相關的手性，以及構成日珥核心的緻密電漿的起源。

## 爆發
一些日珥被稱為爆發日珥。這些爆發的速度可以從600km/s到1,000km/s。至少70%的爆發日珥與日冕物質進入太陽風的噴發有關，稱為日冕物質拋射。

## 註解
1. ↑  劃分出光球磁極性相反區域。通常稱為極性反轉線（polarity inversion lines，PIL），極性反轉邊界（polarity reversal boundaries，PRB）或中性線。

## 進階讀物
- Galsgaard, K.; Longbottom, A.W. . Astrophysical Journal. 1999, 510: 444. Bibcode:1999ApJ...510..444G. doi:10.1086/306559 .
- Golub, L.; Pasachoff J.M. . Cambridge University Press. 1997. ISBN 0-521-48535-5.
- Low, B.C.; Fong, B.; Fan, Y. . Astrophysical Journal. 2003, 594 (2): 1060. Bibcode:2003ApJ...594.1060L. doi:10.1086/377042 .
- Tandberg-Hanssen, Einar. . Dordrecht: Kluwer Acad. 1995. ISBN 978-0792333746.

## 外部連結
- 维基共享资源上的相關多媒體資源：日珥